# Marcelo Yaurreche
Marcelo Ronald Yaurreche Gardiol (* um 1969 in Montevideo) ist ein argentinisch-uruguayischer Fußballtrainer. Als Trainer ist er mit fünf Spielen beim Zweitligisten CS Cerrito 2014 als Karrierehöhepunkt eher eine Randerscheinung. Eine gewisse Bedeutung erlangte er als eine wesentliche Figur und Namensgeber bei der Gründung des Vereins Montevideo City Torque.

## Karriere
Yaurreche, ein vormals mit einer Uruguayerin verheirateter Argentinier, ist Eigentümer des Fitness-Studios Gimnasio Harlem in Montevideo. Offensichtlich in Argentinien aufgewachsen, absolvierte er dort eine elektrotechnische und radiotechnische Ausbildung. Ende der 1990er Jahre machte er einen Kurs als Personal Trainer ehe er ca. 2001 einen zweijährigen Kurs als Fußballtrainer bei der Asociación de Técnicos del Fútbol Argentino in Buenos Aires durchlief.
Beruflich betätigte er sich seit Anfang der 1990er Jahre im Fitnessbereich. Im Fußball fand er erste Anstellungen unter anderem 1999 im Trainerstab des fünftklassigen CSCD Muñiz und 2004 bei einer nachrangigen Mannschaft des River Plate. Zwischen 1997 und 2005 leitete er das Fitness-Studio Gimnasio Harlem im bonarenser Stadtviertel Belgrano und ab 2005 die Institution mit demselben Namen in Montevideo.
2007 wurde er vom uruguayischen Unternehmer Raúl Aquino, der ein Blog Yaurreches zum Thema Fußball gelesen hatte, in die Aufbauphase eines neuen, kapitalgesellschaftlich organisierten Fußballvereins in Montevideo eingebunden. Aus seinem Vokabular als Elektromechaniker schlug er den Namen des Vereins CA Torque vor (Torque = Drehmoment). Nach einer Übernahme durch die mit Manchester City verbundene City Football Group sollte der Verein 2017 in Montevideo City Torque umbenannt werden. Yaurreche stellte schließlich die erste Mannschaft von Torque zusammen und nahm mit ihr im ersten Halbjahr an der Meisterschaft der Liga von Punta Carretas, der Bezirksliga des gleichnamigen Viertels – eines der besseren Viertel in Montevideo, in dem der Verein seinen Sitz hat – teil und wurde dort mit ihm als Trainer Vizemeister.
Nach der Aufnahme des Vereins in den uruguayischen Verband erhielt CA Torque Zugang zur drittklassigen Amateurliga, der Segunda Divisional B Amateur. Dort wurde Torqe  2008 in der Apertura Neunter von zwölf Vereinen und im ersten Halbjahr 2009 in der Clausura ungeschlagener Erster. Schließlich kam es zu einem Aufstiegsspiel zur professionellen zweiten Liga, wo Torque gegen den Meister der Apertura, dem Club Oriental de Football aus der Stadt La Paz (Canelones), wo Torque in zwei Spielen mit 2:1 un 2:4 unterlag. Danach trennten sich die Wege von Torque und Yaurreche.
2011 war er Trainer beim Provinzverein CA Fraternidad aus Casupá im Departamento Florida, mit dem er in der dortigen Meisterschaft Vizemeister der Apertura und Clausura wurde.
Zu Beginn der Saison 2014/15 übernahm er den Zweitligisten CS Cerrito aus dem Viertel Cerrito de la Victoria. Nach zwei Unentschieden und drei Niederlagen in den ersten fünf Spielen trat er vom Amt zurück. Der Verein sollte zum Saisonende absteigen.